# Collège Stéphane-Mallarmé de Sens
Le collège Stéphane-Mallarmé est un collège de la ville de Sens.

## Historique

### Le couvent des Célestins
L'actuel collège Stéphane-Mallarmé est situé à l'emplacement de l'ancien couvent des Célestins.
Jean de Maisières (ou Mézières), sénonais, est un clerc, secrétaire du roi en sa chambre des comptes, conseiller du roi Philippe de Valois. Ce dernier est le neveu de Philippe IV le Bel, devenu le roi Philippe VI après la mort des trois fils de Philippe le Bel, en s'imposant contre le roi d'Angleterre Édouard III, petit-fils de Philippe IV le Bel. Ce dernier va déclencher la guerre de Cent Ans, en 1337.
L'idée de fondation d'une chapelle est envisagée par Jean de Maisières et sa femme, Isabelle Bilouard, en 1336. Ils vont faire construire une chapelle dédiée « à la très sainte Trinité sous le nom de la glorieuse Vierge Marie et en mémoire des cinq joies qu'elle reçut du Fils de Dieu, son fils », en 1345, après accord de l'archevêque de Sens Guillaume II de Melun, près de sa demeure, dans les hauts de la rue de la Parcheminerie, l'actuelle rue Thénard, non loin de la porte Notre-Dame-du-Charnier. Dans cette chapelle, ils ont installé quatre prêtres-chapelains chargés de célébrer chaque jour la messe pour une confrérie de la Sainte-Vierge dont ils ont provoqué l'érection. Ils les dotent chacun des chapelains de 60 livres de rente et leur donnent leur maison. Ces dispositions sont confirmées par le pape Urbain V, en 1365. D'autres Sénonais ont fait des donations à la chapelle :
- en 1342, Jean de Dicy et sa femme, Adeline, donnent une maison qu'ils possédaient rue de la Parcheminerie ;
- en 1348, Isabeau La Pelletière donne une rente de 12 livres à prendre sur les maisons qu'elle possède dans la même rue « où sont les escoles de Sens, proche la dite chapelle » ;
- en 1354, l'abbé de Saint-Rémy de Sens permet aux chapelains d'acquérir sans frais une terre située à Vareilles ;
- en 1355, Jeanne de France, reine de Navarre, et Philippe, duc d'Orléans, comte de Valois, font don d'une rente en grains à prendre sur la grange de Yenville, en Beauce ;
- en 1355, l'abbé de Saint-Pierre-le-Vif exempte de taxes les chapelains pour les trois maisons qui leur ont été donnés par Jean de Dicy, Jean Clément et chanoines Prémontrés de l'abbaye Saint-Paul de Sens ;
- en 1397, don de la grange de Yanville en Beauce par Pierre, fils du roi de Navarre[1] ;
- en 1392, Jean Chacerat fait don aux Célestins de Sens du lieu appelé Cimetière aux Juifs qu'il avait reçu du roi Philippe en 1308. Il désire être inhumé dans l'église des Célestins à côté de sa femme[2] Le terrain est acquis en 1414 grâce au roi Charles VI pour leur servir de basse-cour.

Le pape Clément VI, ancien archevêque de Sens en 1329, a accordé une indulgence de quarante jours à tous ceux qui visiteraient la nouvelle chapelle.
En 1346 sont ajoutés quatre clercs-escoliers par le chanoine de la cathédrale Jean Clément qui les dotent de 30 livres de rente et d'une maison. L'acte de donation permet de connaître les quatre chapelains de cette chapelle. 
Pour exempter les chapelains du paiement du droit d'amortissement sur les donations successives, Jean de Maisières a obtenu du roi des lettres d'amortissement.
Jean de Maisières meurt le 4 novembre 1357. Sa femme est sa légataire universelle. En 1358, elle obtient de l'archevêque de Sens d'y installer cinq moines Célestins. Les chapelains sont restés en charge jusqu'à leur mort.
En 1366, pour subvenir aux besoins des moines dont les revenus sont insuffisants, l'archevêque Guillaume de Melun accepte la demande des moines célestins de se transformer en collège et prieuré et d'y établir leur monastère. Isabelle de Maisières y prend le voile avant d'y mourir en 1370. Les deux fondateurs ont été inhumés dans la chapelle qu'ils avaient fait construire.
Les Célestins ont fait reconstruire la chapelle qui est dédicacée en 1415. En 1417, ils font reconstruire une infirmerie à la place de deux maisons appartenant aux religieux et deux corps de logis. Le cloître est édifié en 1420. Les bâtiments monastiques étaient construits autour du cloître rectangulaire. À l'est se trouvait la partie fermière dont l'ouvrage le plus remarquable était un moulin à vent servant à moudre les grains des propriétés des moines.
Le pape Sixte IV accorde des indulgences aux religieux Célestins. À la fin du XVe siècle, les moines font reconstruire l'église et le cloître et élever la « secrétennerie » (sacristie) qui est confiée à un « dépositaire ». Les religieux ont passé le contrat de maçonnerie de l'église, le 22 août 1477, avec le maître maçon Philippot Sauvage. Les stalles des religieux sont commandées en janvier 1481 à Jacquot Laroche, menuisier à Voisines. Les vitraux sont réalisés par Jean Hympe. Jean de Médina, évêque de Sienne, suffragant de l'archevêque Tristan de Salazar, a consacré les différents autels de l'église le 21 mars 1512. 
En 1521, le monastère Notre-Dame est détruit par un incendie. La reconstruction est entreprise. Les 14 et 15 juin 1542, les autels de l'église sont consacrés par André Richer de Torigny, moine de l'abbaye de Vauluisant, évêque de Chalcédoine et suffragant de l'archevêque Louis de Bourbon-Vendôme. Le reste du monastère est reconstruit à la fin du XVIe siècle.
En 1637, les religieux envisagent de détruire des maisons qu'ils possèdent pour construire à leur place deux corps de logis. Un accord est passé devant notaire avec le maître maçon Pierre Lhuissié pour construire deux grands corps de logis. La présence de corps de soldats parcourant la région n'a pas permis de construire ces bâtiments avant 1644. Le 11 octobre 1644, une partie du bâtiment en construction au-dessus de l'église s'est effondré. Le bâtiment qui est en-dessous de l'église est le seul à être terminé. Ce sont les actuels no 55-57-59 de la rue Thénard. 
Un nouveau feu s'est déclaré dans le monastère dans la nuit du 10 janvier 1655 en détruisant plusieurs constructions. Les religieux projetèrent une nouvelle fois la reconstruction du monastère. Il demandèrent à la municipalité et au roi de construire le nouveau dortoir des moines  sur les murailles de la ville. Le 29 juillet 1669, les moines ont obtenu l'autorisation du roi Louis XIV. N'ayant pas reçu de réponse des échevins, le prieur a renouvelé sa demande en joignant l'acceptation du roi et un billet de Jean Phélypeaux, conseiller au Grand conseil, confirmant que les religieux pouvaient construire leur dortoir et percer une porte dans les murailles. En 1685, la municipalité s'est déclarée favorable au projet des Célestins. Ne recevant pas de courrier de la municipalité, les religieux font exécuter le nouveau dortoir par le Maître Louis Richard, maître-voyer des bâtiments du roi. L'évêque de Noyon a donné 800 francs pour cette construction. Ce bâtiment surplombe encore le boulevard du Mail. Des réparations sont faites sur l'église par le maître maçon Étienne Leboucq.
La reconstruction des bâtiments monastiques se poursuit dans le premier quart du XVIIIe siècle par deux corps de logis, à louest et à l'est du cloître. Les religieux entreprirent de réédifier ensuite la chapelle. La chapelle construite à partir de 1477 est démolie en trois ans. L'archevêque Jean-Joseph Languet de Gergy a posé la première pierre le 25 septembre 1735. Le même prélat a consacré la chapelle à la Vierge le 29 décembre 1739.
En 1764, Louis XV a créé la commission des réguliers pour réformer les religieux français et rétablir la discipline. En 1770, le chapitre général des Célestins ont refusé les réformes. À l'enquête de l'archevêque de Sens, les religieux ont répondu qu'ils préféraient être sécularisés et quitter leur monastère si une pension et des biens immobiliers leur étaient accordés.
Un inventaire de leurs biens est réalisé à partir du 28 mai 1771. Ils ont estimé leur mobilier à 14 000 livres, les revenus de la communauté à 12 667 livres, mais les religieux devaient 22 393 livres à neuf bourgeois sénonais.
Les bâtiments, nouvellement reconstruits, intéressaient l'Hôtel-Dieu qui était dans un état dramatique et le collège. Cependant la dette de 22 000 livres a empêché cette reprise par l'Hôtel-Dieu ou le collège. Les biens du couvent ont été vendus pour rembourser les différentes dettes. 
La plus grande part des revenus des Célestins a été attribué à un grand séminaire créé à cette occasion par l'archevêque et en a confié la direction aux Pères Lazaristes qui y entrèrent en 1783. Ils se sont installés dans le couvent.
Le bâtiment construit à l'ouest du cloître dans le premier quart du XVIIIe siècle est rehaussé en 1787 avec les matériaux provenant de la démolition de la grosse tour.
Pendant la Terreur, le couvent sert de Maison d'arrêt.

### Collège de Sens
Le collège de Sens a été fondé par l'acte de donation du 12 juin 1537 passé par Philippe Hodoard, chanoine de la cathédrale de Sens, docteur en théologie de la faculté de Paris, doyen de cette faculté, professeur dans divers collèges de l'Université de Paris, grand pénitencier de l'Église de Sens au moment de sa mort, le 20 juillet 1537. Ce collège était un « colliége pour les jeunes et petis enffans estudians en la ville de Sens ». Ce collège était situé rue le Parcheminerie, actuelle rue Thénard, au no 58, face à l'église des Célestins. Ses revenus étaient de 62 livres 16 sols 6 deniers, 3 septiers de blé et la récolte d'un demi-arpent de vigne. Son personnel comprenait un principal et « trois régens doctes et vertueux ». La ville s'était engagée à entretenir le bâtiment et à les reconstruire s'ils étaient détruits « par fortune de feu ou autre inconvénient ». Le collège s'est transformé à la suite de riches donations qu'il a reçu de Robert de la Ménardière, abbé de Sainte-Colombe, du cardinal du Perron, d'Octave de Bellegarde, du cardinal de Luynes. Quand Pierre Grassin a fondé, en 1569, le collège des Grassins, il a réservé dix-huit bourses à des Sénonais pour leur permettre d'approfondir leurs humanités,. Des petites écoles et de grandes écoles existaient à Sens avant la fondation du collège dont les statuts sont donnés dans le règlement du chapitre de Sens de 1392,. Le collège de Sens a été repris par les Pères Jésuites, le 20 septembre 1623, avant qu'ils en soient chassés le 23 avril 1762. La ville leur avait cédé l'hôtel des Tournelles qui leur avait servi d'hôtel de ville. Après le départ des Jésuites, le cardinal de Luynes a confié la gestion du collège à des régents de collèges de l'Université de Paris. En l'an II, les donations et les bâtiments du collège sont confisqués comme biens nationaux. Les régents sont dispersés.
L'État attribue à la ville de Sens les bâtiments de l'ancien couvent des Célestins. L'abbé Roger est nommé directeur du collège appelé alors École secondaire de Sens qui a ouvert en octobre 1802. Le 1er avril 1803, un arrêté des Consuls attribuent les bâtiments du couvent des Célestins à l'École secondaire. En 1809, l'École secondaire devient le collège de Sens.
Le 11 février 1814, les troupes wurtembergeoises pénètrent dans Sens par la poterne du collège en tuant le régent du collège et un élève.
En 1833 s'y est adjointe l'école primaire supérieure.

### Du lycée impérial de Sens au lycée Stéphane-Mallarmé
Le 4 avril 1854, à la demande du baron Thénard, du ministre Adolphe Vuitry, du préfet Cartier, anciens élèves du collège, et de l'archevêque Mellon Jolly, l'empereur Napoléon III a transformé le collège en lycée impérial départemental.
Des travaux d'embellissements sont entrepris dans le nouveau lycée impérial. Deux nouvelles ailes sont construites.
Le père de Stéphane Mallarmé, Numa Mallarmé, étant nommé conservateur des hypothèques à Sens, en 1853, il s'y installe. Stéphane Mallarmé reste interne dans le pensionnat des Frères des écoles chrétiennes à Passy avant d'être renvoyé. Il entre alors dans le lycée impérial de Sens, en classe de 4e, comme pensionnaire, le 4 avril 1856. Il y reste jusqu'en 1860, obtient son baccalauréat à la session de rattrapage de novembre. Gustave Flaubert est venu s'y documenter pour écrire L'Éducation sentimentale. 
Pendant la Première Guerre mondiale, les bâtiments du lycée sont occupés par l'hôpital temporaire 32 installé par le service sanitaire rue Thénard. Les bâtiments sont redevenus un lycée en 1916, et après des travaux de remise en état, les cours ont pu être repris le 1er octobre 1916. Ce fut le lycée de Robert Brasillach[réf. nécessaire].
De nouveau, au début de la Seconde Guerre mondiale, un hôpital est installé dans les bâtiments du lycée. Le 14 juin 1940, devant l'avance fulgurante de l'armée allemande, l'hôpital est évacué. Les troupes allemandes entrent dans Sens le 15 juin. Les cours reprennent dans le lycée en octobre.
Le 8 juillet 1960, le lycée prend le nom de "Stéphane-Mallarmé".

### Collège Stéphane-Mallarmé
En 1966, la réforme de l'enseignement divise le secondaire en deux parties. Les anciens bâtiments du lycée deviennent le collège d'enseignement secondaire Stéphane-Mallarmé.
Des travaux sont faits dans le collège jusque dans les années 1980.

## Protection
Les éléments anciens faisant partie des bâtiments du lycée, la chapelle, les façades et toitures de la galerie nord du cloître adossée à la chapelle, ont été inscrits au titre des monuments historiques le 1er mars 1966.

## Personnalités liées à l'établissement

### Anciens élèves
- Georges Joseph Toutée (1822-1927), général de division[13]
- Émile Belin (1853-1931), général de division[14]
- Joseph Georges Antoine Masnou (1855-1915), général mort lors de la Première Guerre mondiale[15]
- Étienne Regnier (1855-1930), député de l'Yonne[16]
- Edme Philipot (1865-1945), général de division[17]
- Jules Legras (1866-1939), ethnologue[18]
- Fernand Augé (1873-1947), député de Seine-et-Marne[19]
- Étienne Burnet (1873-1960), médecin, bactériologiste, immunologiste[20]
- Louis Marteau (1875-1944), homme politique[21]
- Aristide Bruant (1883-1917), fils du chansonnier Aristide Bruant. Son nom est inscrit au Panthéon parmi les 560 écrivains morts pour la France[22].
- Georges Maurisson (1883-1967), député du Loiret[23]
- André Boulanger (1886-1958), latiniste et archéologue[24]
- Paul Tubert (1886-1971), général de gendarmerie[25]
- Raymond Fenard (1887-1957), officier général de la marine[26]
- Roger Le Bon (1891-1956), réalisateur[27]
- Léon Challe (1898-1984), aviateur[28]

### Anciens enseignants
- Raymond Berniolle (1855-1928), député de l’Aube[29]